# Mimosa lasiocephala
Mimosa lasiocephala är en ärtväxtart som beskrevs av George Bentham. Mimosa lasiocephala ingår i släktet mimosor, och familjen ärtväxter. Inga underarter finns listade i Catalogue of Life.